# Polyboea zonaformis
Polyboea zonaformis är en spindelart som först beskrevs av Wang 1993.  Polyboea zonaformis ingår i släktet Polyboea och familjen vårdnätsspindlar. Inga underarter finns listade i Catalogue of Life.